# International 100 1954
International 100 1954 var ett stockcarlopp ingående i Nascar Grand National Series (nuvarande Nascar Cup Series) som kördes 13 juni 1954 på den 2,0 mile (3,219 km) långa temporära road course-banan Linden Airport i Linden i New Jersey. Banunderlaget var asfalt. Det var enda gången som Nascar gästade banan. Loppet vanns av Al Keller i en Jaguar på tiden 1:17.21 körande för Paul Whiteman. Kellers snitthastighet var 77.569 mph. Prispotten uppgick till 4 730 dollar, varav 1 000 dollar gick till segraren.
I startfältet fanns utöver sedvanliga amerikanska bilmärken som Hudson, Oldsmobile och Plymouth, en Porsche samt brittiska bilmärken som Jaguar, MG, Austin-Healey, och Morgan. Detta i en tid då Nascar med Bill Francis i spetsen fortfarande ville att Nascar förutom racing skulle vara en marknadsföringskanal för standardbilar. De så kallade muskelbilarna gjorde inte entré i Nascar förrän i mitten av 1960-talet

## Resultat
| Plc     | Nr  | Förare          | Team/ bilägare     | Konstruktör   | Start | Varv | Ledda varv |
| ------- | --- | --------------- | ------------------ | ------------- | ----- | ---- | ---------- |
| 1       | 4   | Al Keller       | Paul Whiteman      | Jaguar        | 7     | 50   | 28         |
| 2       | 82  | Joe Eubanks     | Phil Oates         | Hudson        | i.u.  | 50   | 0          |
| 3       | 88  | Buck Baker      | Ernest Woods       | Oldsmobile    | 1     | 49   | 11         |
| 4       | 2   | Bill Claren     | i.u.               | Jaguar        | 6     | 49   | 0          |
| 5       | 32  | Bob Grossman    | i.u.               | Jaguar        | 4     | 49   | 0          |
| 6       | 7-A | Harry LaVois    | i.u.               | Jaguar        | 5     | 49   | 0          |
| 7       | 92  | Herb Thomas     | Herb Thomas Racing | Hudson        | 2     | 49   | 0          |
| 8       | 3   | Dick Rathman    | John Ditz          | Hudson        | i.u.  | 49   | 0          |
| 9       | 21  | Laird Bruner    | Carmen Amica       | Oldsmobile    | i.u.  | 48   | 0          |
| 10      | 42  | Lee Petty       | Petty Enterprises  | Dodge         | i.u.  | 48   | 0          |
| 11      | 11  | Eddie Riker     | i.u.               | Oldsmobile    | i.u.  | 48   | 0          |
| 12      | 121 | Earl Beer       | i.u.               | Austin Healey | i.u.  | 46   | 0          |
| 13      | 27  | Phillips Bell   | i.u.               | Austin Healey | i.u.  | 45   | 0          |
| 14      | 9   | Tom Rivers      | i.u.               | MG            | i.u.  | 45   | 0          |
| 15      | 211 | Jack Clarke     | i.u.               | Plymouth      | i.u.  | 45   | 0          |
| 16      | 201 | J. Kilgore      | i.u.               | Porsche       | i.u.  | 45   | 0          |
| 17      | 13  | Joel Million    | Ernest Woods       | Oldsmobile    | i.u.  | 44   | 0          |
| 18      | 1   | George Clark    | i.u.               | Hudson        | i.u.  | 44   | 0          |
| 19      | 204 | Fred Cole       | i.u.               | MG            | i.u.  | 44   | 0          |
| 20      | 17  | Tex Brooks      | i.u.               | Hudson        | i.u.  | 43   | 0          |
| 21      | 83  | Joe Bossard     | i.u.               | Plymouth      | i.u.  | 43   | 0          |
| 22      | 93  | Ted Chamberlain | Ted Chamberlain    | Plymouth      | i.u.  | 42   | 0          |
| 23      | 14  | Jack Smith      | Jack Smith         | Plymouth      | i.u.  | 41   | 0          |
| 24      | 74  | Peck Peckham    | i.u.               | Hudson        | i.u.  | 41   | 0          |
| 25      | 40  | Arnold Ladd     | i.u.               | MG            | i.u.  | 41   | 0          |
| 26      | 12  | Gene Laughlin   | i.u.               | Jaguar        | i.u.  | 40   | 0          |
| 27      | 126 | Dave Terrell    | Dave Terrell       | Dodge         | i.u.  | 40   | 0          |
| 28      | 14  | Jack Spearman   | i.u.               | Jaguar        | i.u.  | 39   | 0          |
| 29      | 20  | Don Johnson     | i.u.               | Henry J       | i.u.  | 39   | 0          |
| 30      | 8   | Hershel McGriff | i.u.               | Jaguar        | i.u.  | 37   | 0          |
| 31      | 150 | Dick Hallock    | i.u.               | Hudson        | i.u.  | 37   | 0          |
| 32      | 81  | Bill Barker     | i.u.               | Ford          | i.u.  | 36   | 0          |
| 33      | 30  | G. McBride      | i.u.               | MG            | i.u.  | 35   | 0          |
| 34      | 35  | Vince Gray      | i.u.               | Jaguar        | i.u.  | 34   | 0          |
| 35      | 206 | Bill Chevalier  | i.u.               | Ford          | i.u.  | 33   | 0          |
| 36      | 113 | Wimpy Ervin     | i.u.               | Henry J       | i.u.  | 32   | 0          |
| 37      | 6   | Dick Keene      | i.u.               | Jaguar        | i.u.  | 31   | 0          |
| 38      | 202 | B. Fisher       | i.u.               | Jaguar        | i.u.  | 29   | 0          |
| 39      | 15  | J. Christopher  | i.u.               | Jaguar        | i.u.  | 23   | 0          |
| 40      | 7   | Jim Reed        | Jim Reed           | Ford          | i.u.  | 13   | 0          |
| 41      | 69  | Jack Farnell    | i.u.               | Morgan        | i.u.  | 10   | 0          |
| 42      | 10  | F. Ballantine   | i.u.               | MG            | i.u.  | 9    | 0          |
| 43      | 33  | M.R. Peterson   | i.u.               | Jaguar        | 3     | 6    | 0          |
| Källor: |     |                 |                    |               |       |      |            |